# Балта Рацеј (Вранча)
Балта Рацеј (рум. Balta Raței) насеље је у Румунији у округу Вранча у општини Ванатори. Oпштина се налази на надморској висини од 43 m.

## Становништво
Према подацима из 2002. године у насељу је живело 335 становника, од којих су сви румунске националности.